# VM i ishockey 1990 (kvinder)
| VM 1990 | VM 1990      |
| ------- | ------------ |
| Guld    | Canada       |
| Sølv    | USA          |
| Bronze  | Finland      |
| 4.      | Sverige      |
| 5.      | Schweiz      |
| 6.      | Norge        |
| 7.      | Vesttyskland |
| 8.      | Japan        |

VM i ishockey for kvinder 1990 var det første VM i ishockey for kvinder. Mesterskabet blev arrangeret af IIHF og afviklet i Ottawa, Canada i perioden 19. – 25. marts 1990 med deltagelse af otte hold.
Det første VM-guld nogensinde gik til værtsnationen Canada, som i finalen vandt 5-2 over USA. Og bronzemedaljerne gik til Finland, som besejrede Sverige med 6-3 i bronzekampen.

## Resultater
Turneringen havde deltagelse af otte hold:
- Fra Nordamerika deltog USA og Canada.
- Vinderen af det asiatiske mesterskab 1989, Kina, afslog at deltage, og i deres sted deltog nr. 2, Japan.
- Fra Europa deltog de fem bedste hold fra EM 1989: Finland, Sverige, Vesttyskland, Norge og Schweiz.

De otte hold spillede først en indledende runde i to grupper med fire hold. De to bedste hold fra hver gruppe gik videre til finalerunden om placeringerne 1-4, mens de to lavest placerede hold i hver grupper fortsatte i placeringsrunden om 5. – 8.-pladsen.

### Indledende runde
De otte hold spillede i den indledende runde i to grupper med fire hold. De to bedste fra hver gruppe gik videre til semifinalerne, mens de øvrige fire hold gik videre til placeringsrunden.

#### Gruppe A
| Dato  | Kamp                   | Res. | Perioder      |
| ----- | ---------------------- | ---- | ------------- |
| 19.3. | Canada - Sverige       | 15-1 | 5-1, 5-0, 5-0 |
| 19.3. | Vesttyskland - Japan   | 4-1  | 1-0, 1-0, 2-1 |
| 21.3. | Canada - Vesttyskland  | 17-0 | 5-0, 5-0, 7-0 |
| 21.3. | Japan - Sverige        | 4-11 | 1-4, 1-1, 1-6 |
| 22.3. | Canada - Japan         | 18-0 | 9-0, 6-0, 3-0 |
| 22.3. | Sverige - Vesttyskland | 7-0  | 2-0, 3-0, 2-0 |

| Gruppe A     | Kampe | Mål   | Point |
| ------------ | ----- | ----- | ----- |
| Canada       | 3     | 50-10 | 6     |
| Sverige      | 3     | 19-19 | 4     |
| Vesttyskland | 3     | 04-25 | 2     |
| Japan        | 3     | 05-33 | 0     |

#### Gruppe B
| Dato  | Kamp              | Res. | Perioder       |
| ----- | ----------------- | ---- | -------------- |
| 19.3. | Norge - Finland   | 1-10 | 1-3, 0-3, 0-4  |
| 19.3. | USA - Schweiz     | 16-3 | 4-1, 2-2, 10-0 |
| 21.3. | USA - Norge       | 17-0 | 7-0, 4-0, 6-0  |
| 21.3. | Finland - Schweiz | 10-0 | 2-0, 3-0, 5-0  |
| 22.3. | Schweiz - Norge   | 8-3  | 2-1, 4-1, 2-1  |
| 22.3. | Finland - USA     | 4-5  | 2-2, 1-2, 1-1  |

| Gruppe B | Kampe | Mål   | Point |
| -------- | ----- | ----- | ----- |
| USA      | 3     | 38-70 | 6     |
| Finland  | 3     | 24-60 | 4     |
| Schweiz  | 3     | 11-29 | 2     |
| Norge    | 3     | 04-35 | 0     |

### Placeringsrunde
De fire hold, der sluttede på tredje- eller fjerdepladsen i grupperne i den indledende runde, spillede om 5. – 8.-pladsen.
| Dato               | Kamp                 | Res. | Perioder      |
| ------------------ | -------------------- | ---- | ------------- |
| Semifinaler        |                      |      |               |
| 24.3.              | Schweiz - Japan      | 5-4  | 1-1, 3-1, 1-2 |
| 24.3.              | Vesttyskland - Norge | 3-6  | 2-3, 1-1, 0-2 |
| Kamp om 7.-pladsen |                      |      |               |
| 25.3.              | Vesttyskland - Japan | 9-2  | 2-1, 1-1, 6-0 |
| Kamp om 5.-pladsen |                      |      |               |
| 25.3.              | Schweiz - Norge      | 7-6  | 3-2, 0-2, 4-2 |

### Finaler
De fire hold, der sluttede på første- eller andenpladsen i grupperne i den indledende runde, spillede i semifinalerne, bronzekampen og finalen om guld-, sølv- og bronzemedaljer.
| Dato        | Kamp              | Res. | Perioder      |
| ----------- | ----------------- | ---- | ------------- |
| Semifinaler |                   |      |               |
| 24.3.       | USA - Sverige     | 10-3 | 4-3, 3-0, 3-0 |
| 24.3.       | Canada - Finland  | 6-5  | 3-1, 3-2, 0-2 |
| Bronzekamp  |                   |      |               |
| 25.3.       | Finland - Sverige | 6-3  | 2-1, 4-2, 0-0 |
| Finale      |                   |      |               |
| 25.3.       | Canada - USA      | 5-2  | 2-2, 1-0, 2-0 |

### Medaljevindere
Tekst mangler, hjælp os med at skrive teksten